# Centrale a idrogeno di Fusina
La centrale a idrogeno di Fusina è stata in funzione dal 12 luglio 2010, nell'omonima località del comune di Venezia sino al 2018, all’indomani della chiusura del ciclo produttivo del cloro che la alimentava con i suoi scarti di produzione di idrogeno.
Con un investimento di circa 50 milioni di euro, è stata la prima centrale ad idrogeno al mondo di livello industriale, con una potenza installata di 15MW.
Fulvio Conti ha confermato che l'energia prodotta nell'impianto a idrogeno è da 5 a 6 volte più costosa dell'elettricità convenzionale.

## Caratteristiche
Tra le sue caratteristiche peculiari vi era il fatto di essere stata la prima alimentata totalmente con l'idrogeno per un consumo previsto di 59 milioni di tonnellate all'anno e sufficiente per generare 60 GWh di elettricità, idonei a soddisfare il bisogno di 20 000 famiglie. Secondo le stime più accreditate, ciò avrebbe portato a un risparmio di anidride carbonica, pari a 17000 tonnellate all'anno.
Il progetto prevedeva anche la produzione di idrogeno dalla gassificazione del carbone con stoccaggio geologico dell'anidride carbonica.
La centrale era integrata nel polo petrolchimico di Porto Marghera, dal quale preleva l'idrogeno, prodotto di scarto del cracking dell'etilene. Una tubatura di 4km provvedeva a convogliare l'idrogeno dagli impianti in cui veniva prodotto, alla centrale.
Lo sfruttamento dell'idrogeno avveniva per combustione diretta in un impianto a ciclo combinato. La combustione avveniva in una turbina a gas da 12MW e i fumi di scarico, ad alta temperatura, venivano utilizzati per produrre vapore da inviare ad uno degli scambiatori rigenerativi della vicina centrale Palladio (centrale a carbone composta da varie unità: 2 da 350 MW, 2 da 170 MW e 1 da 190 per una potenza installata complessiva di 1200MW). Questa configurazione permetteva di poter disporre di ulteriori 3MW senza gli oneri della costruzione di una nuova turbina a vapore.

## Progetto Hydrogen Park
La centrale faceva parte di un progetto più ampio che si proponeva di convertire l'area di Porto Marghera in un polo tecnologico per le energie rinnovabili, per conseguire questo obiettivo l'Unione Industriali di Venezia aveva costituito nel 2003 il consorzio "Hydrogen Park".

## Promotori
La centrale era sorta per una iniziativa mista che vede Enel e unione degli industriali di Venezia tra i promotori, sostenuti dalla Regione Veneto e dal Ministero dell'Ambiente.